# (10612) Houffalize
(10612) Houffalize – planetoida z pasa głównego asteroid okrążająca Słońce w ciągu 5 lat w średniej odległości 2,92 j.a. Została odkryta 3 maja 1997 roku w Europejskim Obserwatorium Południowym przez Erica Elsta. Nazwa planetoidy pochodzi od Houffalize, małej miejscowości w Belgii. Przed nadaniem nazwy planetoida nosiła oznaczenie tymczasowe (10612) 1997 JR17.